# Bloemen in een vaas
Bloemen in een vaas is een schilderij dat toegeschreven wordt aan de Zuid-Nederlandse schilder Jan Brueghel de Oude. Mogelijk schilderde Brueghel het in samenwerking met zijn zoon Jan Brueghel de Jonge. Het paneel ontstond wellicht rond 1620, voor Jan II naar Italië reisde. Het behoort tot de collectie van het Koninklijk Museum voor Schone Kunsten Antwerpen waar het inventarisnummer 643 draagt.

## Context
De wetenschap en kunst aan het einde van de zestiende eeuw werd gekenmerkt door een groeiende belangstelling voor botanische tuinen, of natuur meer algemeen. De succesvolle invoer van Oosterse tulpen creëerde zelfs een ware tulpenmanie, wat zich zowel uitte in de wetenschap als in de kunst. Zowel geïllustreerde kruidenboeken, eerst in het Latijn en later in de volkstaal, als de vele bloemstukken binnen de Nederlandse schilderkunst zijn hiervan een bewijs.
Bloemen in een vaas werd in het verleden door Brueghelkenner Klaus Ertz achtereenvolgens toegeschreven aan Jan I Brueghel (visie uit 1979) en zijn zoon Jan II Breughel (visie uit 1984). In het huidige onderzoek (1997) meent hij echter dat zij hieraan samenwerkten. Ze vervaardigden meerdere bijna identieke versies van het schilderij. Eén kopie van de hand van Jan Brueghel I, de Berlijnse leliënruiker, bevindt zich in het Staatliche Museen Preussischer Kulturbesitz in Berlijn. Een variant hierop, geschilderd door Jan Breughel II, werd aan het begin van 2000 geveild door Christie’s te New York.

## Biografie schilders

### Jan I Brueghel de Oude
Jan I de “Fluelen” werd in 1568 te Brussel geboren als zoon van Pieter Bruegel de Oude en Maria, dochter van Pieter Coecke van Aelst. Gezien zijn vader reeds stierf in 1569, kreeg hij zijn opleiding van Maria Bessemers, zijn grootmoeder langs moederszijde, en later van Peter Goetkindt. Tussen 1595 en 1596 verbleef hij in Italië, zoals gebruikelijk was voor schilders in die tijd. Na zijn terugkeer groeide hij uit tot een gerespecteerde Antwerpse schilder. Hij begon pas op achtendertigjarige leeftijd met het schilderen van bloemstukken. Waarschijnlijk speelden zijn contacten met het Brusselse hof van aartshertog Albrecht hierin een rol. Daar kwam hij volgens kunsthistoricus Ertz in aanraking met de meest zeldzame en dure kostbaarheden als schelpen en bloemen. Ondanks zijn relatief late leeftijd slaagde hij erin een enorme reputatie te verwerven en het bloemstilleven tot een volwaardig genre te verheffen. Zijn techniek focuste zich op detail. Bovendien streefde hij steeds naar een zeer verfijnd, helder en fris coloriet, iets wat de kwaliteit van zijn bloemstukken verbeterde. Aan zijn bloemstukken gingen een nauwkeurige observatie van de natuur en vele voorbereidende studies vooraf, hoewel Brueghelkenner Ertz meent dat hij zijn bloemen regelmatig rechtstreeks op het paneel aanbracht. Zowel bloementuilen in vaatwerk, rieten manden, porseleinen schalen of edelsmeedwerk passeerden de revue. Jan I hield zich echter niet enkel bezig met het schilderen van bloemstukken. Hij vervaardigde ook helle- en mythologische taferelen en rijke miniatuurlandschappen. Zijn oeuvre telt daarnaast ook meerdere dorpstaferelen en stillevens met koffertjes vol kostbaarheden.

### Jan II Breughel de Jonge
Bij zijn eerste echtgenote, Isabella de Jode, kreeg Jan I meerdere kinderen. Oudste zoon Jan II volgde een opleiding bij zijn vader, waarna hij zich in de Scheldestad vestigde als meesterzoon. Hij hield zich veelal bezig met het kopiëren van zijn vaders landschappen en bloemstukken. Volgens zijn eigen geschriften liet Jan I niemand aan zijn delicate bloemstillevens meewerken. Zijn zoon Jan II was hier volgens Ertz echter een uitzondering op. Hij werkte volledig in dezelfde stijl als zijn vader. Dat maakt het moeilijk om de handen van vader en zoon van elkaar te onderscheiden. Toch zijn de werken van Jan II meestal iets minder precies qua tekening en doffer qua coloriet dan die van zijn vader. Dat wil echter niet zeggen dat hij geen begenadigd kunstenaar was. Ook hij bouwde een succesvolle carrière uit en in 1625 werd hij verkozen tot deken van de Sint-Lucasgilde.

## Beschrijving
Een nauwkeurig opgebouwd en gebalanceerd bloemenboeket in terracottavaas staat tegen een donkere achtergrond. De vaas draagt cartouches van Amphitrite (Water) en Ceres (Aarde), gescheiden door een Floris-grotesk. Water en aarde beelden wellicht twee van de Vier Elementen uit. De andere elementen zijn vuur (Vulcanus) en lucht (Apollo) en staan wellicht op de achterkant van de vaas. De versiering doet denken aan de ornamentele stijl van ,Cornelis Floris. Deze invloedrijke ontwerper van decoraties probeerde de nieuwe Italiaanse vormen te verzoenen met de Nederlandse decoraties. Onderaan zijn de insecten minutieus weergegeven. Twee takken reiken bijna aan de bovenrand. De giftige keizerskroon buigt naar links, de witte lelietak neigt naar rechts. Het geheel rust op een bijna symmetrisch versierde tafel met bloemen en insecten.
De kunstenaar schilderde diverse bloemen waaronder vergeet-mij-nietjes, narcissen, rozen (alle drie onderaan) en witte lelies, blauwe irissen en een oranje keizerskroon (alle drie bovenaan). Centraal in het paneel zijn grotere tulpen, pinksterrozen, gevlamde tulpen met puntige bladen, korenbloemen, tijgerlelies en sneeuwballen te zien. Slechts de bloemen die functioneerden als overgang tussen het boeket en de donkere achtergrond werden langs de zijkant geschilderd. Op die manier slaagden ze erin een harmonisch geheel te creëren. Hemelsblauwe overgangen verzachten sterke contrasten tussen wit, geel en roze. Het zachte groen van de bladeren herhaalt zich in de medaillons.
De bloemen zelf zijn zeer realistisch vanuit diverse hoeken weergegeven, maar het boeket kon onmogelijk bestaan hebben. De bloemen zijn allen uitgebeeld net nadat ze ontsproten, iets wat onmogelijk tegelijkertijd kon gebeuren. Narcissen bloeien namelijk in het voorjaar, lelies en pioenen in de zomer en rozen in het najaar. Bovendien bestaat het boeket uit meerdere etages, zonder overlappingen. Dat maakt dat de toeschouwer elke bloemensoort perfect kan aanschouwen. De kleine bloemetjes onderaan konden bovendien onmogelijk de grote, zware bloemtakken dragen.
Wellicht wilde de schilder een allegorische betekenis toekennen aan de bloemen. De onmogelijke combinatie van bloemen die op diverse tijdstippen bloeien, refereert aan het komen en gaan van de seizoenen. Dat herinnert op zijn beurt aan de vergankelijkheid en de kortstondigheid van het menselijke leven. De mens ontluikt en verwelkt als een bloem in zijn korte leven vol ellende (Job 14:1-2).

## Materiaal, techniek en restauratie
De restauratie in 1999 bracht aan het licht dat het paneel is opgebouwd uit vier verticale eikenhouten planken. Opvallend zijn twee merken op de achterkant. Het ene is een met een guts aangebrachte signatuur van paneelmaker Michiel Vrient (MV). Het andere is het gildemerk van Antwerpen. Deze twee handjes en een burcht werden ingebrand. Deze merktekens op het hout zijn een vrij unieke kwaliteitsgarantie. Net na het midden van de vijftiende eeuw (1452) werd het gebruik ingevoerd in Brussel bij het vervaardigen van retabels. Ook in Antwerpen en Mechelen brachten gilden merktekens aan op retabels en beelden. Dat gebeurde in Antwerpen reeds vanaf 1470 of 1472, maar pas in 1617 vaardigde de Scheldestad een ordonnantie uit die stelde dat elke meester voortaan zijn panelen moesten merken. Door het werk van kunsthistoricus Jan Van Damme, dat eenentwintig tafereelmakers en hun merken opsomt, staat vast dat het merkteken op de achterkant van Bloemen in een vaas toebehoort aan Michiel Vrient. Deze was werkzaam tussen 1605 en 1637.
De signaturen op de achterkant tonen aan waarom het zo belangrijk is zowel voor- als achterkant van schilderijen in zijn oorspronkelijke vorm te bewaren. Bij het schaven en parketteren van panelen verdwijnt namelijk vaak cruciale informatie. Gelukkig was dat bij Bloemen in een vaas niet het geval. De enige restauraties die het onderging, waren het toevoegen van drie kleine houten klampen onderaan het werk ter ondersteuning van een voeg en het rijkelijk insmeren met bijenwas om het hout van het paneel te isoleren. Het paneel was immers te strak ingelijst, wat barsten veroorzaakte en een voeg deed lossen.
Bij de restauratie was het nodig de dikke, vergeelde en ‘blauw uitgeslagen’ vernislaag te verwijderen. Dat bracht aan het licht dat de zwarte achtergrond reeds vroeg overschilderd werd in een poging de barsten in de verflaag te camoufleren. De restauratoren verwijderden de storende retouches die vrij recent werden aangebracht, maar behielden de zwarte overschildering. Omdat de kunstenaars een levendige, voornamelijk groene in plaats van zwarte tint verkozen om tussen de bloemen in weer te geven, slaagden ze erin diepte en volume te creëren. Bovendien versterkte dit het stralend en fris ogende uiterlijk van de bloemen. Door de storende vernislaag te verwijderen, slaagden de restauratoren erin de (bijna) oorspronkelijke glans van het werk te herstellen.